# Alfredo Beltrán Leyva
Alfredo Beltrán Leyva (né le 21 janvier 1971), communément appelé El Mochomo (la fourmi du désert), est un baron de la drogue mexicain condamné et ancien chef du cartel Beltrán-Leyva, une organisation de trafic de drogue. Il était l'un des barons de la drogue les plus recherchés du Mexique. Beltrán Leyva était responsable de la contrebande de plusieurs tonnes de cocaïne et de méthamphétamine vers les États-Unis depuis le Mexique et l'Amérique du Sud entre les années 1990 et 2000. Il a travaillé aux côtés de ses frères Héctor, Carlos et Arturo.
En janvier 2008, Beltrán Leyva a été arrêté par les forces spéciales de l'armée mexicaine à Culiacán, Sinaloa, et emprisonné au Centre fédéral de réadaptation sociale no 1, la prison à sécurité maximale du Mexique. Il a été extradé vers les États-Unis en novembre 2014 pour trafic de drogue. En avril 2017, il a été condamné à la prison à vie et condamné à payer une amende de 529 millions de dollars au gouvernement américain.

## Jeunesse et carrière
Alfredo Beltrán est né à La Palma, Badiraguato, Sinaloa, Mexique le 21 janvier 1971. Selon le Département du Trésor des États-Unis, il a une autre date de naissance, le 15 février 1951. Il était surnommé "El Mochomo" (en anglais : The Desert Ant). Il a formé le cartel Beltrán Leyva avec ses frères Héctor, Carlos et Arturo. Alfredo et ses frères ont travaillé en étroite collaboration avec Joaquín "El Chapo" Guzmán Loera, le chef du cartel de Sinaloa.
Les frères Beltrán Leyva faisaient le trafic de stupéfiants vers les États-Unis depuis les années 1990 avec l'aide du cartel de Sinaloa. À son apogée, le cartel Beltrán Leyva dominait les opérations de trafic de drogue dans l'ouest du Mexique. Alfredo était responsable de la gestion des expéditions de plusieurs tonnes de cocaïne et de méthamphétamine d'Amérique du Sud et du Mexique vers les États-Unis des années 1990 à 2014, année de son inculpation. Il s'est approvisionné en cocaïne auprès de groupes sud-américains et les a transportés au Mexique par voie aérienne, terrestre et/ou maritime. Une fois les drogues arrivées au Mexique, le cartel Beltrán Leyva les a distribuées à des points stratégiques du Mexique avant qu'elles n'atteignent les États-Unis. Son groupe criminel a souvent utilisé des moyens violents, notamment des meurtres, des enlèvements et des tortures, pour poursuivre ses opérations de trafic de drogue.
En 2008, le cartel de Beltrán Leyva s'est séparé du cartel de Sinaloa. Après l'arrestation d'Alfredo, les frères Beltrán Leyva ont blâmé "El Chapo" pour sa capture et ont riposté en ordonnant le meurtre d'Edgar Guzmán López, fils de Joaquín "El Chapo" Guzmán Loera. Cela a déclenché une guerre entre le cartel de Sinaloa et le cartel de Beltrán Leyva, qui s'est allié à Los Zetas,.

## Arrestation et emprisonnement
Beltrán Leyva a été arrêté par l'armée mexicaine à Culiacán, Sinaloa, avec trois membres de son cercle de sécurité le 21 janvier 2008, avec deux valises remplies de 900 000 dollars en espèces et de montres de luxe,. Sur les lieux, la police a découvert 20 grenades à fragmentation, des fusils, des armes automatiques et 40 gilets pare-balles, huit qui avaient un FEDA, l'acronyme de "Arturo's Special Forces" (en espagnol : Fuerzas Especiales de Arturo). Les autorités ont également trouvé une somme d'argent non précisée dans l'une de ses maisons,. Il a ensuite été transporté par avion à Mexico et emprisonné au Centre fédéral de réadaptation sociale n °1 (également connu sous le nom d '«Altiplano»), la prison à sécurité maximale du Mexique.
Édgar Eusebio Millán Gómez, commandant en chef de la police fédérale nationale du Mexique et porte-parole de l'arrestation, a été assassiné cinq mois plus tard. Les enquêteurs mexicains pensaient qu'il avait été tué en représailles à la capture d'Alfredo,.
Le 14 octobre 2014, un tribunal fédéral a rejeté le bref d' amparo d'Alfredo (équivalent en fait à une injonction ) empêchant son extradition vers les États-Unis. Le tribunal l'a rejeté au motif qu'il estimait que l'ancien baron de la drogue remplissait toutes les conditions légales pour son extradition.

## Sanction de la Kingpin Act
Le 3 décembre 2009, le Département du Trésor des États-Unis a sanctionné Alfredo en vertu du Foreign Narcotics Kingpin Designation Act (parfois simplement appelé le « Kingpin Act »), pour son implication dans le trafic de drogue avec vingt et un autres criminels internationaux et dix entités étrangères. La loi interdisait aux citoyens et aux entreprises américains de faire tout type d'activité commerciale avec lui et gelait pratiquement tous ses avoirs aux États-Unis 

## Extradition
Le 15 novembre 2014, Alfredo a été extradé vers les États-Unis. Il a été nommé pour comparaître devant le tribunal de Washington, DC, lors d'une session dirigée par le juge américain Alan Kay pour ses infractions de trafic de drogue en cours. Le 17 novembre, par l'intermédiaire de son avocat, il a plaidé non coupable de complot en vue d'importer d'importantes cargaisons de cocaïne, d'héroïne, de marijuana et de méthamphétamine du Mexique aux États-Unis.

## Procès et condamnation
Le procès d'Alfredo devait commencer le 8 février 2016. Il était représenté par l'éminent avocat de la défense pénale Angel Eduardo Balarezo de Washington, DC Le 23 février, Alfredo a plaidé coupable devant le juge de district américain Richard J. Leon du district de Columbia pour avoir participé à des opérations de trafic international de drogue. Le 28 juin, l'accusation a émis une ordonnance de confiscation préliminaire et a demandé à Alfredo de payer jusqu'à 10 milliards de dollars, que le gouvernement a estimé qu'il avait générés grâce à ses stratagèmes de trafic de drogue.
Il a été condamné à la prison à vie le 5 avril 2017 et condamné à payer une amende de 529 millions de dollars américains. Le montant était basé sur le produit qu'il avait réalisé pour l'expédition d'au moins 27,9 tonnes de stupéfiants entre 2000 et 2012. La défense d'Alfredo a demandé au juge de réduire sa peine à 25 ans parce que leur client avait accepté son rôle en aidant son frère Arturo à vendre de la cocaïne à Culiacán sachant que la drogue finirait aux États-Unis. Alfredo a nié être impliqué dans des expéditions de drogue vers le US et a dit au demandeur que son frère était le véritable chef de Beltrán Leyva Cartel. Le juge a rejeté la demande de la défense car il a déclaré qu'Alfredo n'acceptait pas l'entière responsabilité de ses actes,.
Un personnage vaguement basé sur Beltran Leyva, nommé "El Arriero " ("le lutteur" / "la mule"), a été brièvement présenté dans la série télévisée 2017 "El Chapo".